# 渡辺杉枝
渡辺 杉枝（わたなべ すぎえ、1963年11月23日 - ）は、東京都出身の女優。身長166cm、バスト86cm、ウェスト60cm、ヒップ88cm、血液型はO型。特技はクラシックバレエ/気功、趣味は多言語会話/旅行。ACE AGENT所属。

## 経歴
- 1985年、劇団夢の遊眠社に参加。以降1993年の解散時まで全公演に参加。

## 出演

### 舞台
- 彗星の使者からゼンダ城の虜－苔むす僕らが嬰児の夜までの全公演
- 主婦マリーがしたこと（前川麻子演出）
- 朝・江戸の酔醒（小林裕演出）

### テレビ

#### 1991年
フジテレビ
- 世にも奇妙な物語2 ボタン

#### 1987年
日本テレビ
- 深く埋めて
- 恋はハイホー!

#### 2000年
- 虹色定期便 - 市川伸江 役

#### 2003年
- 怪談新耳袋 第1シリーズ - 田辺菜穂子 役

#### 2004年
日本テレビ
- 火曜サスペンス 検事霞夕子24〜隣の関係

フジテレビ
- 女達の罪と罰

テレビ朝日
- 土曜ワイド劇場 邪光
- 相棒 第3シリーズ - 長嶺秘書 役

テレビ東京
- 女と愛とミステリー 夏樹静子サスペンス 特捜刑事・遠山怜子2
- 怪奇大家族

#### 2005年
東京放送
- 月曜ミステリー劇場 税務調査官・窓際太郎の事件簿12

BSフジ
- 美人肌クイズ

テレビ朝日
- 特命係長 只野仁

朝日放送
- 土曜ワイド劇場 火の粉 - 梶間（高瀬）雪見の母 役

#### 2006年
日本テレビ
- ドラマコンプレックス 母たることは地獄のごとく
- 火曜ドラマゴールド 出張料理人

BS-i
- ニュータイプ

テレビ朝日
- てるてるあした

#### 2007年
テレビ朝日
- 松本清張・最終章 わるいやつら 第2話
- モップガール

テレビ東京
- 死化粧師

#### 2008年
日本テレビ
- 学校じゃ教えられない! ‐ 稲井信太郎の母 役

東京放送
- 月曜ゴールデン 刑事シュート しゅうと&ムコの事件日誌

フジテレビ
- 33分探偵

テレビ朝日
- 氷の華
- 小児救命

朝日放送
- 土曜ワイド劇場 温泉マル秘大作戦5

BS-i
- 東京少女岡本あずさ

#### 2009年
フジテレビ
- 金曜プレステージ 外科医 鳩村周五郎6

朝日放送
- 土曜ワイド劇場 デパート仕掛け人!天王寺珠美の殺人推理3

#### 2010年
- 月曜ゴールデン 美食カメラマン 星井裕の事件簿1 - 嶋田史江 役

#### 2011年
フジテレビ
- 大切なことはすべて君が教えてくれた 第1話・第8話
- 外交官・黒田康作 第2話

#### 2012年
フジテレビ
- ストロベリーナイト 第5話
- 鍵のかかった部屋 第7話

読売テレビ
- たぶらかし-代行女優業・マキ- 第8話

テレビ東京
- 孤独のグルメ Season2 第8話 （2012年11月28日）- 森田さん 役

#### 2014年
テレビ朝日
- 遺留捜査 スペシャル - 畠山依子 役

#### 2015年
テレビ朝日
- 天使と悪魔-未解決事件匿名交渉課- ‐ 武村千鶴 役

#### 2016年
- ふれなばおちん - 木下さん 役
- Chef〜三ツ星の給食〜（2016年） - 町田夫人 役

#### 2017年
- 月曜名作劇場 「警視庁岡部班」（2017年） - 草西英の母 役

#### 2018年
- ドクターY〜外科医・加地秀樹〜（2018年） - 焼津順子 役

#### 2019年
- 緊急取調室 ‐ 藤井鏡子 役
- 刑事7人 ‐ 池添久美 役

#### 2022年
- 元彼の遺言状 第10話（2022年6月13日、フジテレビ）
- 最果てから、徒歩5分 - 鮎川英里子 役
- 七人の秘書 SP - 鴨志田正子 役

#### 2023年
- シッコウ!!〜犬と私と執行官〜 第3話（2023年7月18日、テレビ朝日） - 矢上公子 役

#### 2025年
- 最後の鑑定人 第4話（7月30日、フジテレビ） - 西村民代 役[1]

### WEB
- 新聞記者 第3話・第4話（2022年、Netflix）- 市民団体女性 役

### 映画
- 食卓の宇宙人
- ニューロマンティック
- パラレルスダンス
- 7人の弔い
- 東京ゾンビ
- バブルへGO!!
- 非女子図鑑（2009年） ‐ タマエの母

### CM
- 山之内製薬
- 大塚食品
- 日立
- 三菱レイヨン
- 伊藤園
- 花王
- 東芝
- 日産・サニー
- S&B とろけるシチュー
- エヌ・ティ・ティ・ドコモ北海道

### ナレーション
- 花王エッセンシャルシャンプー
- サンヨーテプラコードるす
- 味の素ほんだし煮物上手
- コカコーラ
- ライオン植物物語
- サントリーBOSS
- 日本触媒

### 雑誌
- 日経ウーマン別冊
- レタスクラブ

### ラジオ
- TBSラジオ図書館-魚のように

### DVD
- 現代畸聞録 怪奇物語
- となりの801ちゃん
- ナース白書